# Resolution 7 des UN-Sicherheitsrates
Die Resolution 7 des UN-Sicherheitsrates ist eine Resolution, die der Sicherheitsrat der Vereinten Nationen am 26. Juni 1946 in seiner 49. Sitzung beschloss. Da über die einzelnen Teile getrennt abgestimmt wurde, gibt es kein Abstimmungsergebnis für die Resolution als Ganzes. Gegenstand der Resolution war die Situation in Spanien. Konkret bestätigte sie die Verurteilung des Franco-Regimes durch verschiedene internationale Gremien und plante die Situation weiter zu beobachten.

## Hintergrund
Außenpolitisch war das Franco-Regime kurz nach dem Zweiten Weltkrieg fast völlig isoliert, weil es als Verbündeter der besiegten Achsenmächte angesehen wurde.
In der Resolution 4 vom 29. April 1946 verurteilte der Sicherheitsrat das Franco-Regime und setzte ein Subkomitee ein, dass die Bedrohung des Weltfriedens durch das Regime untersuchen sollte.

## Inhalt
Der Sicherheitsrat wies auf das, durch die Resolution 4 vom 29. April 1946 etablierte Subkomitee zur Beobachtung der Situation in Spanien hin und erwähnte, dass die Untersuchung des Subkomitees alle Fakten bestätigte, die zur Verurteilung des Franco-Regimes durch die Konferenz von San Francisco, die Potsdamer Konferenz, die Generalversammlung und des Sicherheitsrats führten.
Der Sicherheitsrat plante die Situation in Spanien weiter zu beobachten und gegebenenfalls Maßnahmen zu treffen, um internationalen Frieden und Sicherheit zu gewährleisten. Er erklärte, dass jedes seiner Mitglieder das Thema jederzeit zur Beratung ansetzen könne.

## Folgen
In der Resolution 10 vom 4. November 1946 beendete der Sicherheitsrat sein Engagement in der Sache und übergab der Generalversammlung die Akten.